# Justyna Kreczmarowa

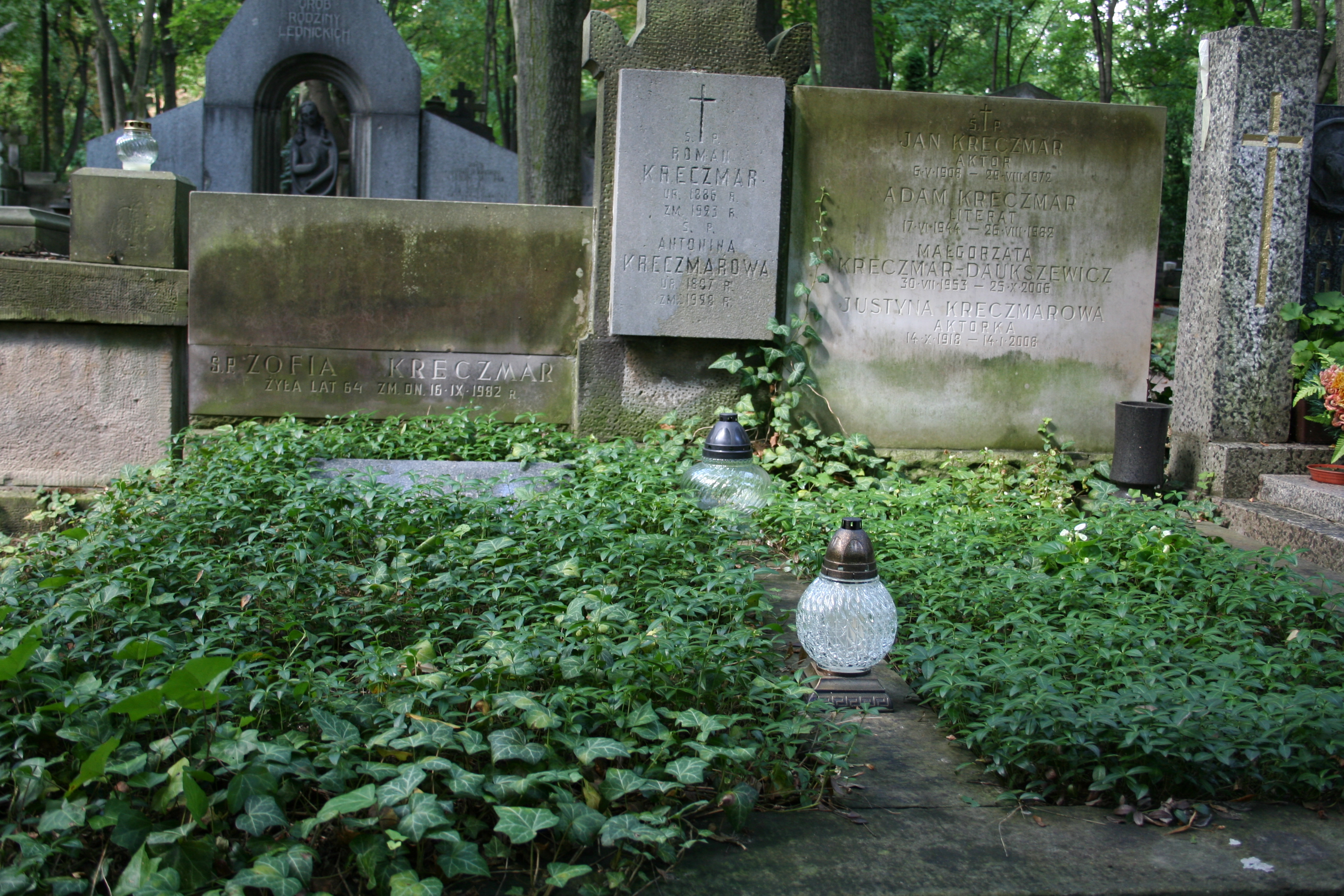
Grób rodziny Kreczmarów na cmentarzu Powązkowskim w Warszawie

Justyna Florentyna Kreczmarowa z domu Karpińska (ur. 14 października 1918 w Warszawie, zm. 14 stycznia 2008 tamże) – polska aktorka teatralna i filmowa, pedagog akademicki.

## Życiorys
Córka Zygmunta Karpińskiego. Była absolwentką Studia Wandy Siemaszkowej we Lwowie. W 1939 zdała eksternistyczny egzamin aktorski. W 1939 występowała (początkowo pod nazwiskiem Justyna Karpińska) w teatrze w Stanisławowie, po wybuchu II wojny światowej w Państwowym Polskim Teatrze Dramatycznym we Lwowie (1940–1941). Gdy Lwów zajęli Niemcy, wraz z mężem Janem Kreczmarem przedostała się do Warszawy, gdzie pracowała w kawiarni „U Elny Gistedt” jako kelnerka, a mąż jako barman. Uczęszczała na lekcje śpiewu do Andy Kitschman i na rytmikę do Janiny Mieczyńskiej. Współpracowała z Teatrem Komedia w Warszawie (1941–1942). Gdy wybuchło powstanie warszawskie przebywała z mężem na wsi, gdzie urodził się ich syn Adam. Od 1944 razem z mężem występowała w Teatrze Wojska Polskiego w Lublinie.
Po wojnie grała na scenach teatrów w Łodzi, Katowicach i Warszawie w Teatrze Polskim, w którym pracowała nieprzerwanie od 1946 do 1980, kiedy przeszła na emeryturę. Była członkinią Kabaretu Dudek. W latach 1948–1985 występowała w słuchowiskach Teatru Polskiego Radia. Ostatni raz wystąpiła na scenie w 1987, grając rolę starej aktorki w sztuce Władysława Terleckiego Krótka noc w reżyserii Jana Bratkowskiego.
W latach 1955–1967 była pedagogiem w PWST w Warszawie.
Matka satyryka i poety Adama Kreczmara oraz teściowa satyryka Krzysztofa Daukszewicza – żonatego z jej córką, Małgorzatą Janiną Kreczmar (1953–2006).
Zmarła w Warszawie, pochowana w grobowcu rodzinnym na cmentarzu Powązkowskim w Warszawie (kwatera 190-5,6-24,25).

## Filmografia
- 1948: Ulica Graniczna – Wanda, córka Kuśmiraka
- 1951: Młodość Chopina – Zuska, służąca Chopinów
- 1967: Zbrodnia lorda Artura Savile’a – Lady Gladys Wintermere
- 1967: Twarzą w twarz – żona Kozłowskiego
- 1988: Dziewczynka z hotelu Excelsior – starsza pani

## Teatr TV
- 1958: Apollo z Bellac jako Teresa
- 1961: Przesada jako pani domu
- 1962: Jestem dorosły
- 1965: Damy i huzary jako Panna Aniela
- 1965: Stanisław i Bogumił jako Wszesława
- 1968: Czy to jest miłość jako Przyjaciółka
- 1969: Pan inspektor przyszedł jako pani Birling
- 1972: Pod własnym dachem jako Hilda Midway
- 1973: Szczęście Frania jako Lipowska
- 1974: Małżeństwo Antoniny jako Konsulowa
- 1974: Śmierć w samochodzie jako Leokadia Rumicka
- 1976: Morderstwo odkrywa prawdę jako pani Thatcher

## Spektakle teatralne
- 1942 – Kocham cztery kobiety, Teatr Komedia w Warszawie, jako pokojówka
- 1945 – Wesele, Teatr Wojska Polskiego w Łodzi, jako Zosia
- 1946 – Świerszcz za kominem, Teatr Powszechny, jako żona Piribingla
- 1947 – Pan inspektor przyszedł, Teatr Polski w Warszawie, jako Sheila Birling
- 1949 – Mąż i żona, Teatr Polski w Warszawie, jako Justysia
- 1952 – Pułkownik Foster przyznaje, Teatr Polski w Warszawie, jako Li Ao Yang
- 1955 – Dom kobiet, Teatr Polski w Warszawie, jako Ewa Łasztówna
- 1957 – Oficer werbunkowy, Teatr Polski w Warszawie, jako Wiktoria Balance
- 1958 – Obrona Ksantypy, Teatr Polski w Warszawie, jako Ksantypa
- 1960 – Ich czworo, Teatr Polski w Warszawie, jako żona
- 1961 – Wesele, Teatr Polski w Warszawie, jako Gospodyni
- 1963 – Bracia Karamazow, Teatr Polski w Warszawie, jako Gruszeńka
- 1967 – Wędka Feniksany, Teatr Polski w Warszawie, jako Feniksana
- 1972 – Lęki poranne, Teatr Polski w Warszawie, jako Bednarkowa
- 1973 – Świętoszek, Teatr Polski w Warszawie, jako Doryna
- 1975 – Pigmalion, Teatr Polski w Warszawie, jako pani Eynsford Hill
- 1978 – Owca, Teatr Polski w Warszawie, jako żona Wiszącego
- 1979 – Gorzkie żale w stróżówce, Teatr Polski w Warszawie, jako Jonasowa
- 1981 – Pan Tadeusz, Teatr Polski w Warszawie, jako Podkomorzyna
- 1983 – Maestro Jarosław, Teatr Polski w Warszawie, jako Portierka
- 1987 – Krótka noc, Teatr Polski w Warszawie, jako Stara aktorka

## Ordery i odznaczenia
- Krzyż Oficerski Orderu Odrodzenia Polski (1966)
- Krzyż Kawalerski Orderu Odrodzenia Polski (11 lipca 1955)[5]
- Medal 10-lecia Polski Ludowej (19 stycznia 1955)[6]
- Odznaka "Zasłużony dla Teatru Polskiego" (1976)[7]